# Homininae
Homininés
« Homininé » redirige ici. Ne pas confondre avec Hominine.
Ne doit pas être confondu avec Hominini ou Hominina.
Sous-famille
Tribus de rang inférieur
- Gorillini (avec les gorilles)
- Hominini  (avec chimpanzés et humains)

Les Homininae (Homininés en français) sont une sous-famille de primates simiiformes de la famille des Hominidés. Cette sous-famille rassemble les hominoïdes euro-africains, à savoir les tribus des Gorillini (dont les gorilles actuels) et des Hominini (dont les humains, chimpanzés et bonobos actuels).

## Classification phylogénétique
Phylogénie des genres actuels d'hominidés, d'après Shoshani et al. (1996) et Springer et al. (2012) :
| Gorillini | Gorilla (Gorille)                                                                                             |
|           | Gorilla (Gorille)                                                                                             |
| Hominini  | \| Panina \| Pan (Chimpanzé) \| \| \| Pan (Chimpanzé) \| \| Hominina \| Homo (Homme) \| \| \| Homo (Homme) \| |
|           | \| Panina \| Pan (Chimpanzé) \| \| \| Pan (Chimpanzé) \| \| Hominina \| Homo (Homme) \| \| \| Homo (Homme) \| |
| Panina    | Pan (Chimpanzé)                                                                                               |
|           | Pan (Chimpanzé)                                                                                               |
| Hominina  | Homo (Homme)                                                                                                  |
|           | Homo (Homme)                                                                                                  |

| Panina   | Pan (Chimpanzé) |
|          | Pan (Chimpanzé) |
| Hominina | Homo (Homme)    |
|          | Homo (Homme)    |

| Gorillini | Gorilla (Gorille)                                                                                             |
|           | Gorilla (Gorille)                                                                                             |
| Hominini  | \| Panina \| Pan (Chimpanzé) \| \| \| Pan (Chimpanzé) \| \| Hominina \| Homo (Homme) \| \| \| Homo (Homme) \| |
|           | \| Panina \| Pan (Chimpanzé) \| \| \| Pan (Chimpanzé) \| \| Hominina \| Homo (Homme) \| \| \| Homo (Homme) \| |
| Panina    | Pan (Chimpanzé)                                                                                               |
|           | Pan (Chimpanzé)                                                                                               |
| Hominina  | Homo (Homme)                                                                                                  |
|           | Homo (Homme)                                                                                                  |

| Panina   | Pan (Chimpanzé) |
|          | Pan (Chimpanzé) |
| Hominina | Homo (Homme)    |
|          | Homo (Homme)    |

Selon la synthèse des études réalisées par différents chercheurs sur le sujet, les Homininae auraient divergé des Ponginae il y a environ seize millions d'années.

## Espèces actuelles

Jusqu'à la fin du XXe siècle, l'histoire évolutive de la lignée humaine était souvent présentée selon un schéma linéaire; reliant les différentes espèces fossiles depuis les plus ancestrales jusqu'à Homo sapiens. L’enrichissement du registre fossile a remis en cause ce schéma évolutif, qui présente désormais un aspect buissonnant.

Liste des espèces actuelles selon ITIS :
- Genre Gorilla Geoffroy Saint-Hilaire, 1852 :
  - Gorilla gorilla Savage, 1847 - Gorille de l'Ouest
  - Gorilla beringei Matschie, 1903 - Gorille de l'Est
- Genre Pan Oken, 1816 :
  - Pan troglodytes Blumenbach, 1775 - Chimpanzé commun
  - Pan paniscus Schwarz, 1929 - Chimpanzé pygmée ou Bonobo
- Genre Homo Linnaeus, 1758 :
  - Homo sapiens Linnaeus, 1758 - Homme moderne

## Taxons fossiles
Les taxons fossiles européens du Miocène rattachés à la tribu des Dryopithecini sont classés par la plupart des spécialistes nord-américains, et par un nombre croissant de chercheurs européens, parmi les Homininae, mais en dehors du groupe-couronne de ces derniers. Ils représentent donc en l'état actuel des connaissances des taxons basaux de la sous-famille des Homininae (voir schéma ci-contre).
La tribu des Dryopithecini rassemble les taxons fossiles européens suivants :
- Tribu † Dryopithecini Gregory & Hellman, 1939 :
  - Sous-tribu † Dryopithecina Gregory & Hellman, 1939 :
    - Genre † Dryopithecus Lartet, 1856
    - Genre † Pierolapithecus Moyà-Solà et al., 2004
    - Genre † Anoiapithecus Moyà-Solà et al. , 2009
    - Genre † Hispanopithecus (en) Villalta & Crusafont, 1944
    - Genre † Rudapithecus (en) Kretzoi, 1969

  - Sous-tribu † Ouranopithecina Begun, 2009 :
    - Genre † Ouranopithecus Bonis & Melentis, 1977
    - Genre † Graecopithecus Koenigswald, 1972

Il convient d'ajouter à cette liste les deux genres fossiles africains suivants :
- † Chororapithecus Suwa et al., 2007 (possible Gorillini)
- † Nakalipithecus Kunimatsu et al., 2007 (possible Hominini)